# Emily VanCamp

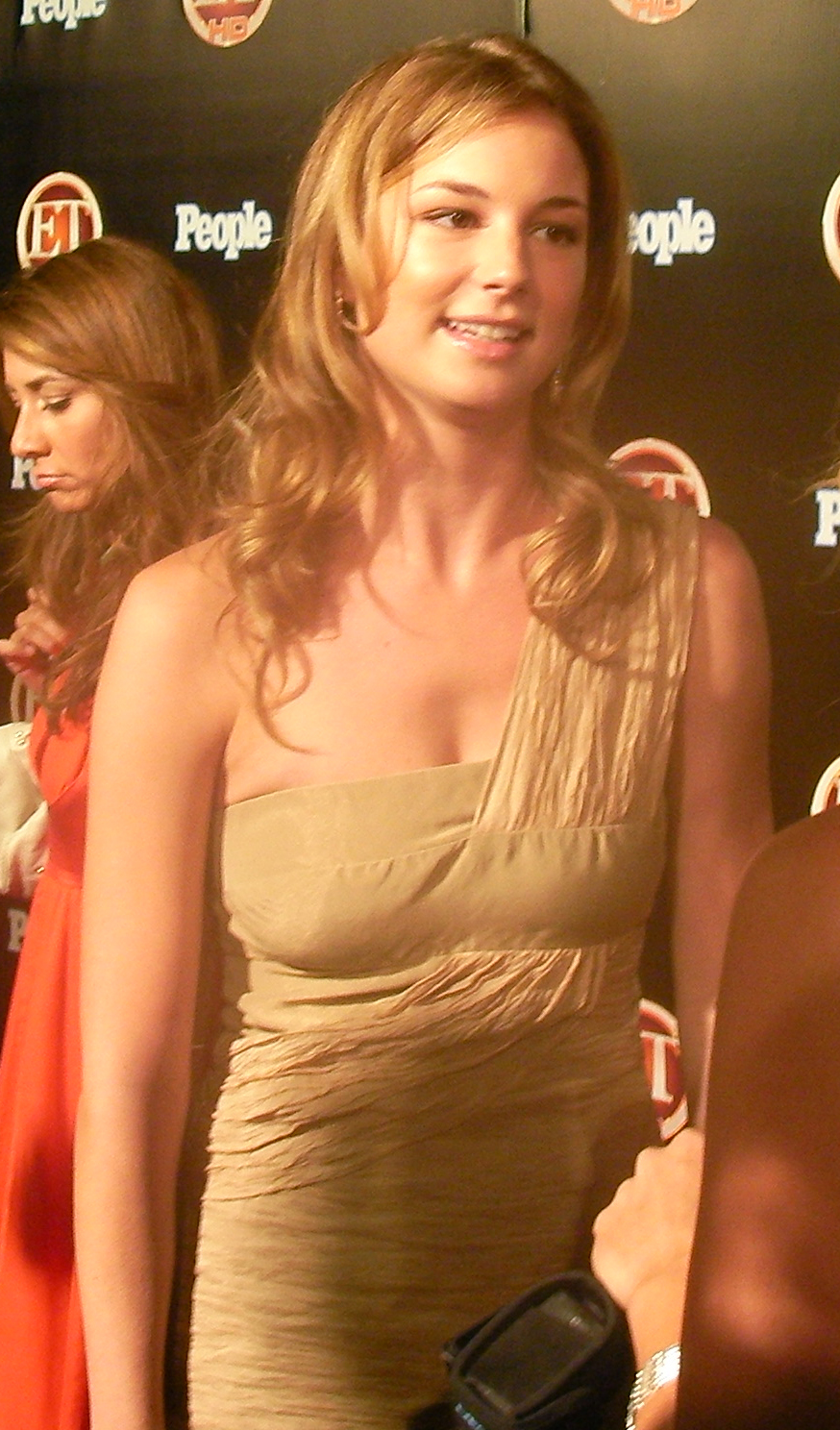
Emily VanCamp (2008)

Emily Irene VanCamp (ur. 12 maja 1986 w Port Perry w prowincji Ontario) – kanadyjska aktorka.

## Życiorys
Do jej ważniejszych wczesnych ról należy m.in. Amy  Abbott w serialu stacji The WB Everwood, w którym występowała od 2002 do 2006 roku. Występowała również w serialu ABC Bracia i siostry (Brothers & Sisters). Grała główną rolę w serialu Zemsta (Revenge).

## Filmografia

### Filmy fabularne
- 2001: Zagubione jako Allison
- 2002: Redeemer jako Alana
- 2002: No Good Deed jako Connie (niewymieniona w czołówce)
- 2004: A Different Loyalty jako Jen
- 2005: The Ring 2 jako Emily
- 2005: Rings jako Emily
- 2007: Black Irish jako Kathleen
- 2009: Carries jako Kate
- 2010: Norman jako Emily Parrish
- 2011: Beyond the Blackboard jako Stacey Bess
- 2014: Kapitan Ameryka: Zimowy żołnierz jako Sharon Carter / Agentka 13
- 2015: Dziewczyna z książek jako Alice
- 2016: Kapitan Ameryka: Wojna bohaterów jako Sharon Carter
- 2016: Pays jako Emily Price

### Seriale telewizyjne
- 2000: Radio Active jako Becky Sue
- 2000: Czy boisz się ciemności? jako Peggy Gregory
- 2001: Dice jako Johanna Wilson
- 2001: All Souls jako Kirstin Caine
- 2002: Glory Days jako Sam Dolan
- 2002-2006: Everwood jako Amy Abbott
- 2006-2011: Bracia i siostry jako Rebecca Harper
- 2010: Ben Hur jako Esther
- 2011-2015: Zemsta jako Emily Thorne/Amanda Clarke
- od 2018: Rezydenci jako Nicolette "Nic" Nevin
- 2021: Falcon i Zimowy Żołnierz jako Sharon Carter